# デンドロビウム・デンシフロラム
デンドロビウム・デンシフロラム Dendrobium densiflorum Lindl. はセッコク属のラン科植物の1つ。黄色い花を多数房状につける。

## 特徴
着生植物になる多年生の草本。茎は高さ20～40cmになる。茎の断面は四角形をしており、その上部に3～5枚の葉を着ける。葉には短い柄があり、葉身は楕円形から長楕円状披針形をしており、長さは12～15cmになる。
花期は4～6月。花柄は葉腋から出て垂れ下がり、総状花序は楕円体をなして、多数の花をつけて長さ8～17cmになる。花は黄色で径2.5～3.5cm。萼片は卵状楕円形で、側花弁は広卵形をしている。唇弁は橙黄色をしていて、概形は円状倒卵形で漏斗型に丸くなっており、縁には歯牙がある。また花には僅かながら芳香がある。

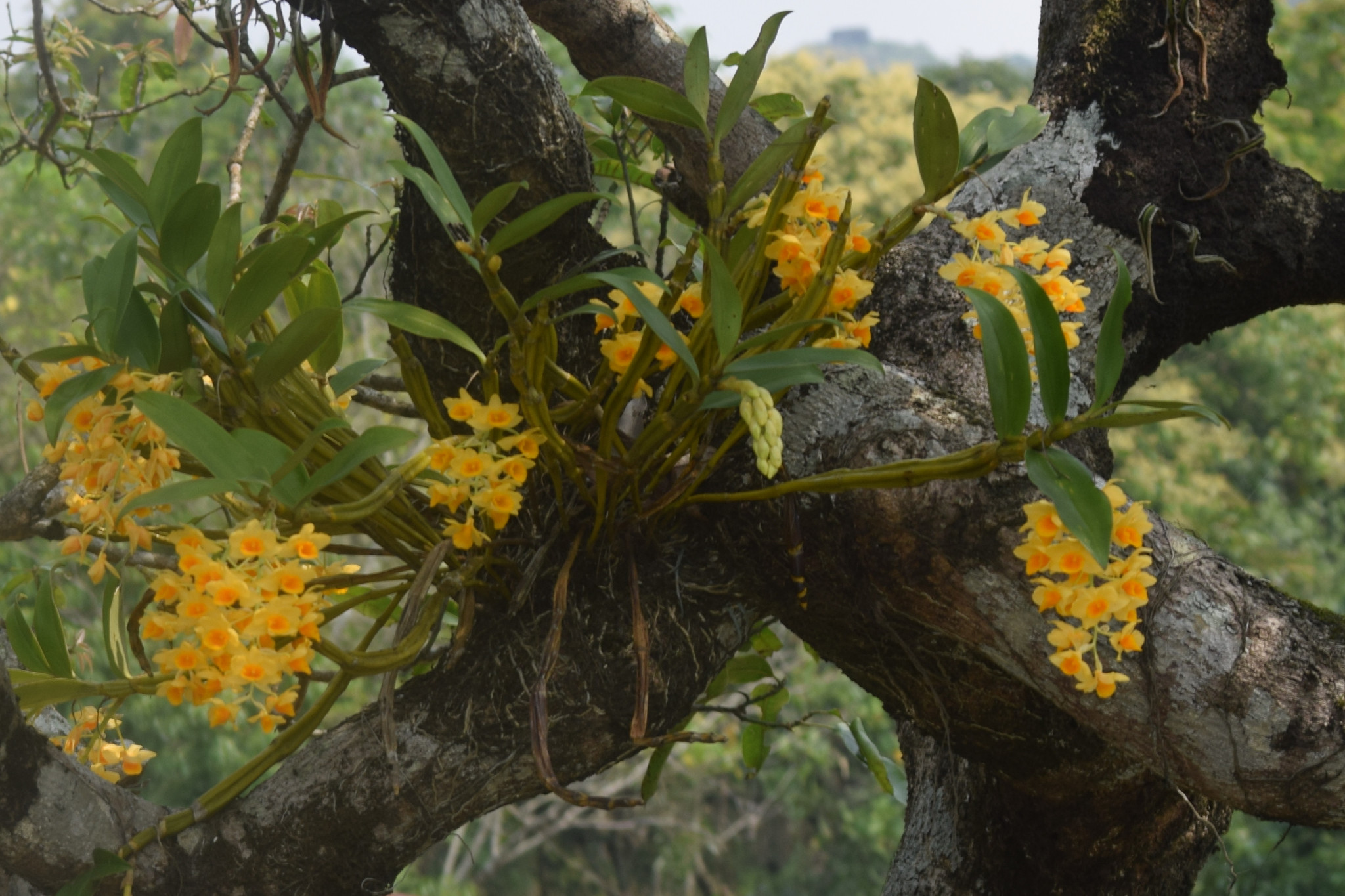
着生で生育する姿
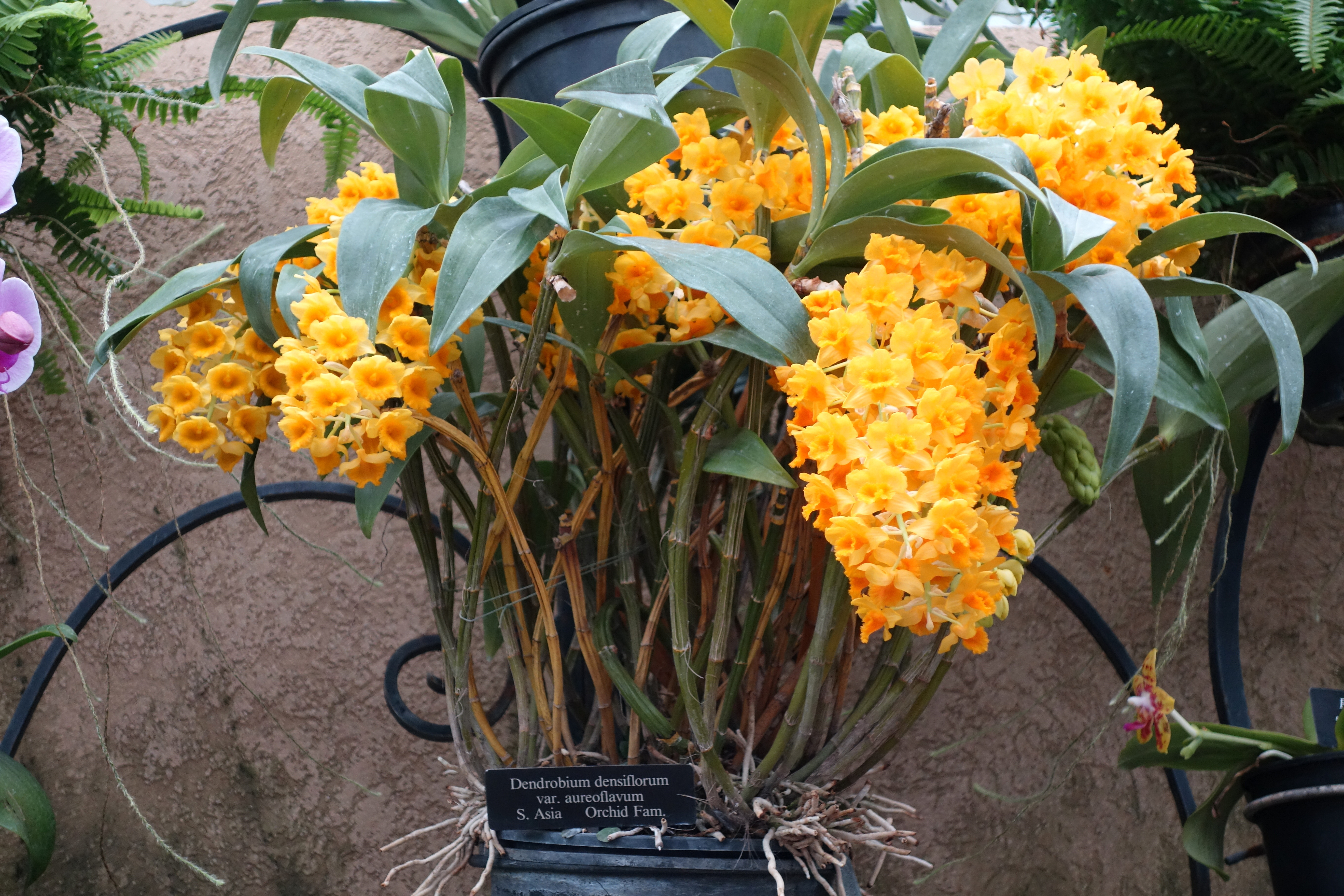
鉢植えの大株
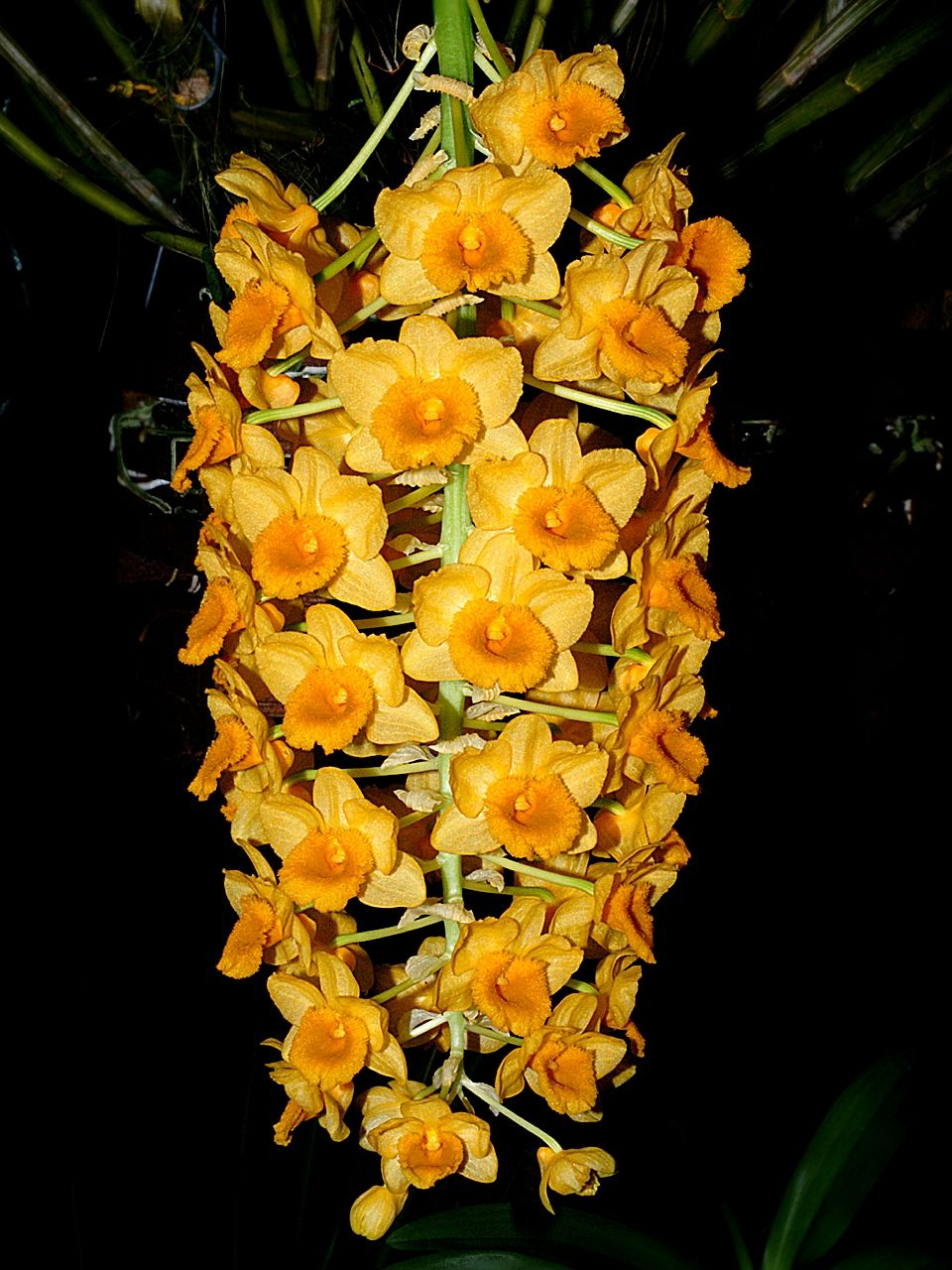
花序全体の様子
花の拡大像

## 分布と生育環境
ネパール中部からミャンマー、チベット東南部に分布する。
低山から山地帯下部に見られ、樹上に着生する。

## 分類など
カリスタ節に含まれる。

## 利用
洋ランとして栽培される。いわゆるカリスタ系のもので、栽培しやすく丈夫な種としてよく知られるものであり、美しいが花持ちはあまりよくなくて1週間程度なのが残念とか。日当たりを求めるもので少ないとなかなか咲かない。